# Макс Шарбі
Макс Шарбі (фр. Max Charbit, 17 червня 1908, Сіг, Французький Алжир — 14 лютого 2001, Маноск) — французький футболіст, що грав на позиції півзахисника, зокрема за клуби «Марсель» та «Сент-Етьєн», а також за національну збірну Франції.

## Клубна кар'єра
У дорослому футболі уродженець Французького Алжиру дебютував 1928 року виступами за команду «Стад Марокен», в якій провів один сезон, після чого протягом року грав за «Олімпік Марокен».
1930 року перебрався до метрополії, приєднавшись до «Марселя», за який відіграв наступні п'ять сезонів своєї ігрової кар'єри.
1935 року став гравцем «Сент-Етьєна», у складі якого провів наступні чотири роки своєї кар'єри гравця. Більшість часу, проведеного у складі «Сент-Етьєна», був основним гравцем команди.
У повоєнні роки також грав за нижчолігові «Антант Провансаль де Маноск» та «Груп Спортінг Клуб Марсельє».

## Виступи за збірну
1934 року дебютував в офіційних матчах у складі національної збірної Франції. Загалом протягом двох років провів у її формі 4 матчі.
Помер 14 лютого 2001 року на 93-му році життя в Маноску.
| Дата      | Місто    | Господарі | Результат | Гості          | Турнір           | Голи | Примітки |
| --------- | -------- | --------- | --------- | -------------- | ---------------- | ---- | -------- |
| 11-3-1934 | Париж    | Франція   | 0 – 1     | Швейцарія      | товариський матч | -    |          |
| 25-3-1934 | Коломб   | Франція   | 1 – 2     | Чехословаччина | товариський матч | -    |          |
| 14-4-1935 | Брюссель | Бельгія   | 1 – 1     | Франція        | товариський матч | -    |          |
| 19-5-1935 | Коломб   | Франція   | 2 – 0     | Угорщина       | товариський матч | -    |          |
| Усього    |          | Матчів    | 4         |                | Голів            | 0    |          |